# Theuderich II.
Theuderich II. také Theuderic, Theoderic či Theodoric (francouzsky Thierry) (587 – po 23. srpnu 613 Mety) byl franský král Burgundska a po smrti svého bratra Theudeberta II. i král Austrasie. Byl druhým synem krále Childeberta II. a královny Faileuby. Během jeho nezletilosti se regentství ujala jeho babička, královna Brunhilda.

## Životopis
Po smrti svého otce v roce 595 získal království Burgundska s hlavním městem v Orléans, kterému vládl až do své smrti v roce 613. Jeho starší bratr Theudebert II. získal otcovo království Austrasie s hlavním městem v Metách. Theuderich, kromě toho získal také města Toulouse, Agen, Nantes, Angers, Saintes, Angoulême, Périgueux, Blois, Chartres a Le Mans.
V roce 596 se Chlothar II., král Neustrie spolu se svou matkou a regentkou Fredegundou zmocnili Paříže. I Chlothar byl nezletilý a dobytá Paříž byla dílem především Fredegundy, která byla s Brunhildou v konfliktu známém jako „Válka královen“, který mezi nimi přetrval 40 let. Když v roce 599 Theudebert dosáhl dospělosti, koalice austrasiánských šlechticů přinutila znesvářenou Brunhildu uprchnout do Burgundska, kde se své babičky ujal mladší bratr Theuderich, který brzy spadl pod její vliv se sklonem k pomstychtivé válce vůči Theudebertovi a tak především zásluhou Brunhildy, Theuderich a Theudebert brzy stáli proti sobě. Oba se střetli v bitvě u Sens, kde Theuderich Theudeberta porazil. Územní rozpínavost jejich bratrance Chlothara však přiměla oba bratry ukončit spory a vydat se na společné válečné tažení proti Chlotharovi. Během tohoto tažení v bitvě u Dormelles poblíž Montereau-Fault-Yonne Chlothara porazili. Dobytá území mezi Seinou a Oisou si mezi sebou rozdělili, přičemž Theuderich získal území mezi Seinou a Loirou, včetně bretonských hranic. Společně také vedli bitvy v Gaskoňsku, kde si podrobili místní obyvatelstvo.
V následujícím období se však oba bratři znovu postavili proti sobě, což mělo za následek Theudebertovu porážku v bitvě u Étampes a jeho odmítnutou pomoc v roce 604, kdy Theudericha a Burgundsko znovu napadl Chlothar II. Během bitvy došlo ke konfrontaci Theudericha s Chlotarovým synem Merovechem a Landrichem, neustrijským majordomem. V bitvě byl zabit Theuderichův majordomus Bertoald. Nový majordomus Protadius byl přívržencem Brunhildy a tak místo boje proti Chlotharovi, podporoval válku proti Theudebertovi v Austrasii, což se nelíbilo burgundským šlechticům a tak Protadia zavraždili. Dohoda s Austrasií byla nakonec vynucena až Theuderichovými jednotkami, přesto boje mezi oběma bratry pokračovaly. V roce 610 Theuderich ztratil Alsasko, Thurgau a Champagne. Theudeberta naopak porazil v Toul. V roce 612 v bitvě u Tolbiacu Theuderich zvítězil, přičemž prchajícího Theudeberta zajal. Po zbavení královských insignií ho předal jejich babičce Brunhildě, která ho nechala internovat v klášteře. Na přímluvu biskupa Ludegasta byl údajně jeho život ušetřen.
Brunhilda pravděpodobně nechala nakonec vnuka Theudeberta přesto zavraždit spolu s jeho synem Merovechem, aby umožnila Theuderichovi nerušeně vládnout na obou trůnech. Theuderich se z vlády dlouho netěšil, zemřel na úplavici koncem roku 613 v hlavním městě Mety, při přípravě na válečné tažení proti svému dlouholetému nepříteli Chlotharovi.

## Rodina
V roce 606 se v Chalon-sur-Saône oženil s Ermenbergou, dcerou vizigótského krále Wittericha. Avšak v následujícím roce ji na nátlak Brunhildy poslal bez věna a s hanbou domů. Spojenci Chlothar II., Theudebert, Witterich a langobardský král Agilulf se proti němu spikli a připravovali válečné tažení. Pro jejich vzájemný strach z Theudericha, ale jejich aliance neměla úspěch. Podle Historia Francorum „Theuderich dostal vítr z této aliance, ale choval se k ní s naprostým opovržením.“ Vyhnáním manželky se připravil o možnost mít legitimní potomky a tak po jeho smrti se následníkem stal bastardský syn Sigibert II., kterému byla znesvářená prababička Brunhilda regentkou.
Theuderich II. měl čtyři syny s nejmenovanými milenkami:
- Sigibert II. (601–613) – následník
- Childebert (602–?)
- Corbus (603–613)[16]
- Merovech (604–?) – kmotřenec Chlothara II.